# Aeroklub Północnego Mazowsza
Aeroklub Północnego Mazowsza – jeden z aeroklubów regionalnych, który wchodzi w skład Aeroklubu Polskiego, zlokalizowany w Sierakowie pod Przasnyszem.

## Historia
Pierwsze pomysły o zagospodarowaniu przasnyskiego lotniska opuszczonego przez 64 Lotniczy Pułk Szkolny, pojawiły się 20 kwietnia 2002 roku na oficjalnym zebraniu sympatyków lotnictwa (inicjatorów powstania aeroklubu). Uroczyste otwarcie Aeroklubu nastąpiło 3 maja 2003 roku a poświęcenia lotniska dokonał prymas Polski Józef Glemp.
W czerwcu 2003 rozpoczęto pierwsze szkolenia szybowcowe, do których przystąpiło 20 przyszłych adeptów latania. Sprzęt do latania pozyskano dzięki pomocy Aeroklubu Polskiego. Pierwszy sprowadzono dwumiejscowy szybowiec szkolny PZL KR-03 Puchatek.

## Sprzęt

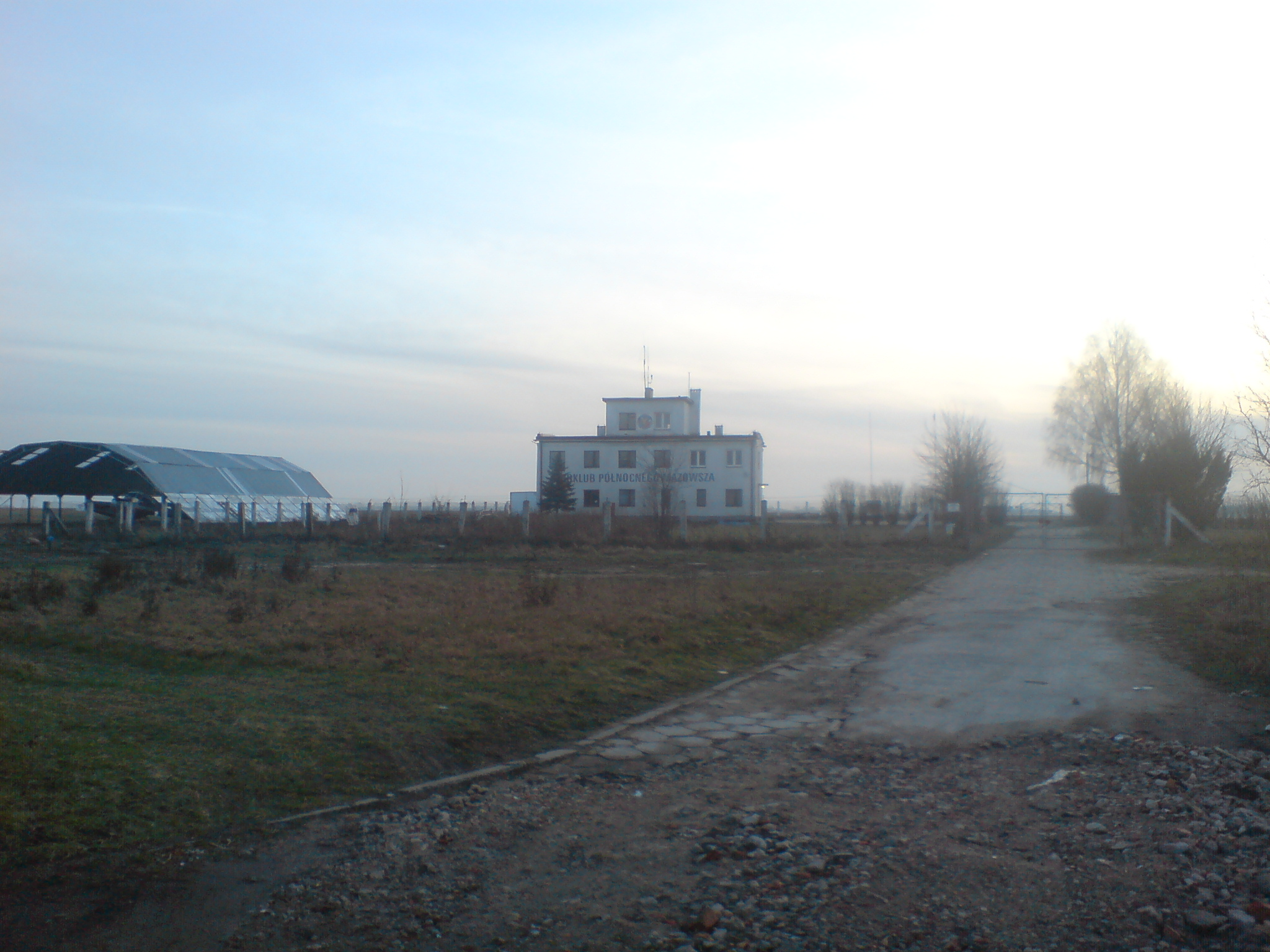
Budynek Aeroklubu w Sierakowie pod Przasnyszem

Samoloty:
- PZL-104 Wilga SP-AHK

Szybowce dwumiejscowe:
- PZL KR-03 Puchatek SP-3548
- SZD-50 Puchacz SP-3201

Szybowce jednomiejscowe:
- SZD-51 Junior SP-3315
- SZD-30 Pirat SP-2935

Wyciągarka szybowcowa:
- TUR-2B

## Lotnisko
Trawiaste położone 1 km. na wschód od Przasnysza z pasem samolotowym na kierunku 115 / 295 o długości 800 m. Wysokość lotniska: 117 m AMSL. Powierzchnia ponad 300 ha. Właścicielem lądowiska jest Politechnika Warszawska, która kupiła działki w 2019 roku.